# Nicki Thiim

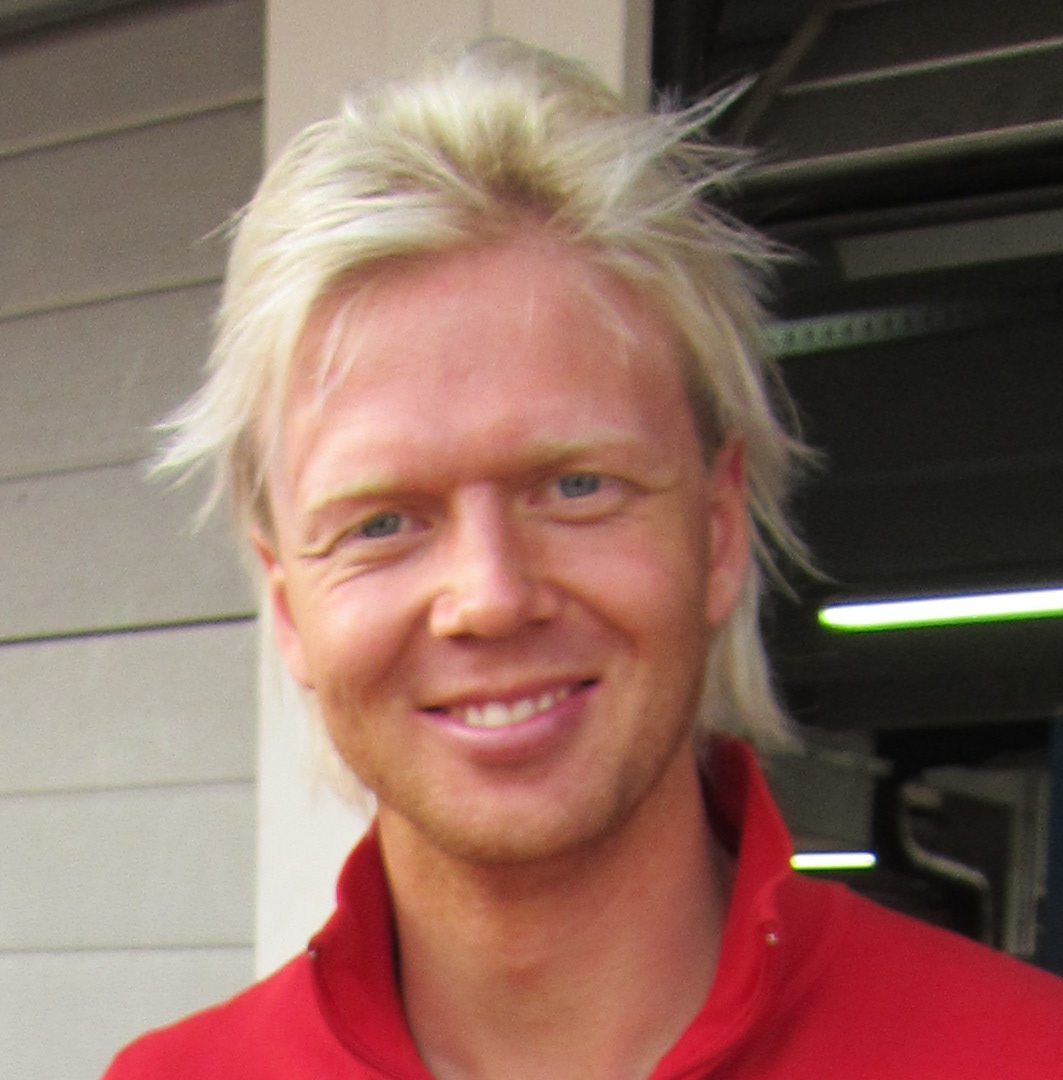
Nicki Thiim

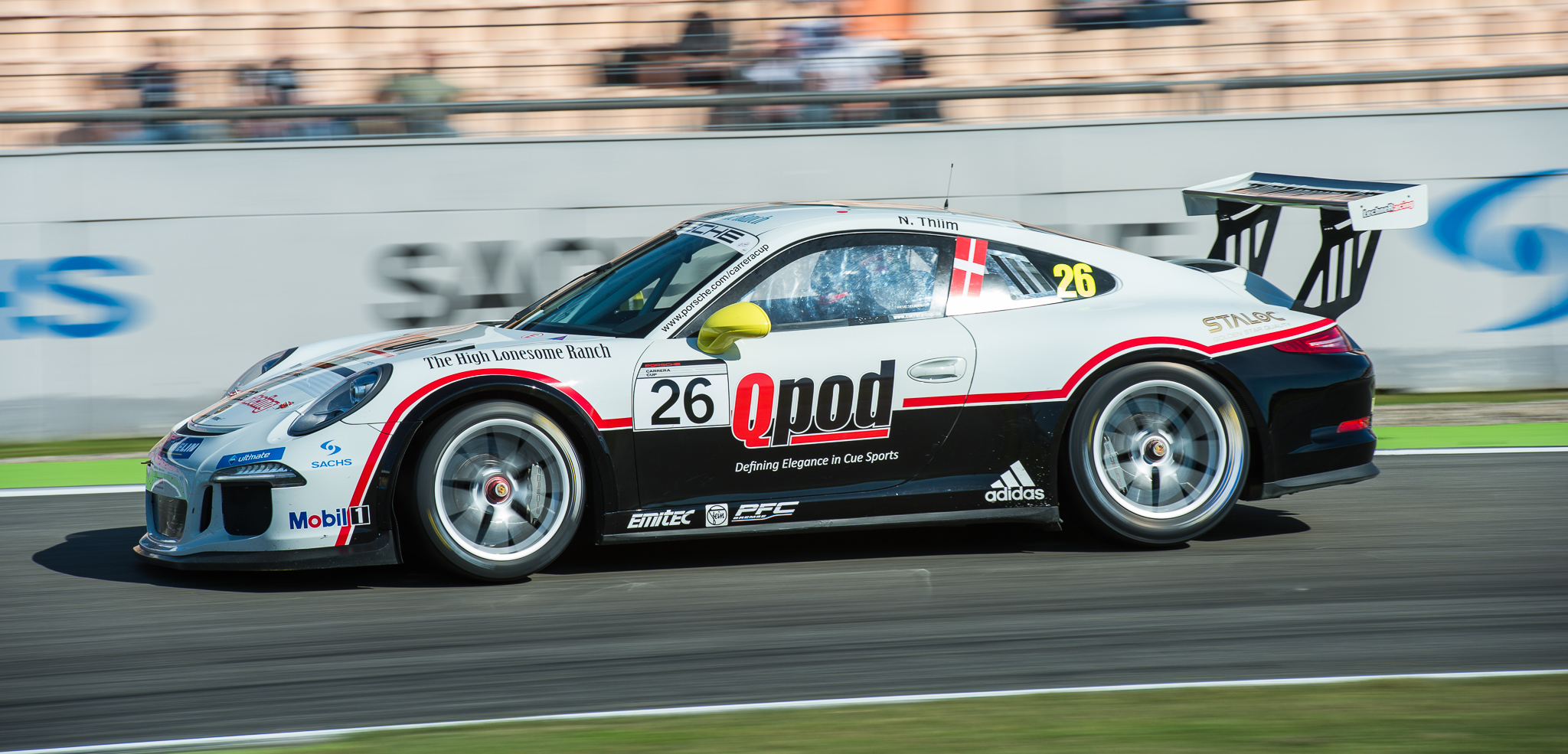
Nicki Thiim im Porsche Carrera Cup auf dem Hockenheimring 2014

Nicki Thiim (* 17. April 1989 in Sønderborg) ist ein dänischer Rennfahrer.

## Leben
Der Sohn von Kurt Thiim begann im Jahr 2000 mit dem Kartsport. 2003 fuhr er Einsätze im dänischen Peugeot ICA Junior Kart Cup im Ditlev Team und 2004 ging er in den Formelsport, wo er in seiner ersten Saison den 4. Platz errang. 2006 nahm er am Formel Ford Festival in Brands Hatch (GB) teil und errang den 8. Platz. 2007 fuhr Nicki Thiim in der Danish Touringcar Championship als Reservefahrer für seinen Vater Kurt Thiim.

## Karriere
Mit elf Jahren wurde er 2000 Clubmeister in der Kart Formel Junior im Als Gokart Club und erreichte Platz 11 in der Jysk/Fynsk Meisterschaft im Kart Formel Junior. 2001 gewann er in Jysk/Fynsk die Meisterschaft in der Karting Formel Junior und erreichte Platz 2 in der Clubmeisterschaft der Kart Formel Junior im Als Go Kart Club. Ein Zweiter Platz in der Jysk/Fynske Meisterschaft im Kart der Intercontinental A Junioren Wertung, ein Platz 8 im Peugeot Junior Cup Kart der Intercontinental A Junioren Wertung, einen Fünften Platz in der Dansk Super Kart Intercontinental A Junioren Wertung und Platz 3 in der Dänischen Meisterschaft im Kart Intercontinental A Junioren Wertung waren im Jahr 2000 seine Erfolge. Bei den Senioren gelangen ihm:
- 2004 Dänische Formel Meisterschaft in der Formel 1800 beim HP Racing DK Team, Platz 4
- 2005 Dänische Formel Meisterschaft in der Formel 1800 beim HP Racing DK Team, Platz 4
- 2006 Dänische Formel Meisterschaft in der Formel 1800 beim HP Racing DK Team, Platz 1 "dänischer Formel Ford Meister. / Gaststarter im Team ADAC Weser Ems mit W.Warnecke im Gefion Dacia Logan Cup im Padborg Park, Platz 2. / Gaststarter im ADAC VW Polo Cup auf dem Nürburgring, Platz 7. / Teilnahme am Formel Ford Festival in Brands Hatch (GB), Platz 8
- 2007 Seat Leon Supercopa Meisterschaft im GAG Racing Team von Jürgen Gröner aus Essen. / Einsätze in der BF-Goodrich VLN Meisterschaft auf einem Seat Leon Supercopa eingesetzt vom ProSport Team. / Reserve Fahrer für Kurt Thiim in der Danish Touringcar Championship.
- 2008 Seat Leon Supercopa Meister im GAG Racing TeamDas
- 2009 Porsche Carrera Cup Deutschland im Attempto Racing Team Start-Nr.:66 / 24h-Rennen Nürburgring im VW Scirocco GT Ges.15 und Klassen Sieger
- 2013 gewann er das 24-Stunden-Rennen auf dem Nürburgring mit einem Mercedes-Benz SLS AMG GT3 des Black-Falcon-Teams.[1]
- 2013 Meister im Porsche Supercup im Porsche 911 GT3 Cup des Attempto Racing Team
- 2014 ADAC GT Masters
- 2014 Porsche Carrera Cup Deutschland
- 2014 24-Stunden-Rennen von Le Mans 2014 Sieger in der Klasse LMGTE Am
- 2014 24-Stunden-Rennen auf dem Nürburgring
- 2014 Porsche Supercup
- 2015 2015 Fahrer in der TCR International Series für das Team Engstler (Platz 13)
- 2015 ADAC GT Masters
- 2015 24-Stunden-Rennen auf dem Nürburgring
- 2015 VLN Langstrecken Serie
- 2016 FIA World Endurance Champion Sieger in der Klasse LMGTE Pro
- 2016 VLN Langstrecken Serie
- 2016 Stunden-Rennen auf dem Nürburgring
- 2017 European Le Mans Series (Platz 2. in der Gesamtwertung)
- 2017 FIA World Endurance Champion Sieger in der Klasse LMGTE Pro
- 2017 24-Stunden-Rennen auf dem Nürburgring
- 2018 24-Stunden-Rennen auf dem Nürburgring  (Gesamtsieger)
- 2018 FIA World Endurance Champion
- 2018 24-Stunden-Rennen von Spa-Francorchamps
- 2019 FIA World Endurance Champion
- 2020 FIA World Endurance Champion (Meister)
- 2021 24-Stunden-Rennen von Daytona
- 2021 VLN Langstrecken Serie
- 2021 24-Stunden-Rennen auf dem Nürburgring
- 2021 FIA World Endurance Champion
- 2022 FIA World Endurance Champion
- 2022 DTM
- 2022 24-Stunden-Rennen auf dem Nürburgring
- 2023 FIA World Endurance Champion
- 2023 VLN Langstrecken Serie
- 2023 European Le Mans Series
- 2023 24-Stunden-Rennen auf dem Nürburgring
- 2024 DTM
- 2025 DTM

## Statistik

### Le-Mans-Ergebnisse
| Jahr | Team                | Fahrzeug                 | Teamkollege         | Teamkollege              | Platzierung             | Ausfallgrund |
| ---- | ------------------- | ------------------------ | ------------------- | ------------------------ | ----------------------- | ------------ |
| 2014 | Aston Martin Racing | Aston Martin Vantage GTE | Kristian Poulsen    | David Heinemeier Hansson | Rang 19 und Klassensieg |              |
| 2015 | Aston Martin Racing | Aston Martin Vantage GTE | Christoffer Nygaard | Marco Sørensen           | Rang 27                 |              |
| 2016 | Aston Martin Racing | Aston Martin Vantage GTE | Darren Turner       | Marco Sørensen           | Rang 23                 |              |
| 2017 | Aston Martin Racing | Aston Martin Vantage GTE | Richie Stanaway     | Marco Sørensen           | Rang 25                 |              |
| 2018 | Aston Martin Racing | Aston Martin Vantage AMR | Darren Turner       | Marco Sørensen           | Rang 23                 |              |
| 2019 | Aston Martin Racing | Aston Martin Vantage AMR | Darren Turner       | Marco Sørensen           | Ausfall                 | Unfall       |
| 2020 | Aston Martin Racing | Aston Martin Vantage AMR | Richard Westbrook   | Marco Sørensen           | Rang 22                 |              |
| 2021 | Aston Martin Racing | Aston Martin Vantage AMR | Paul Dalla Lana     | Marcos Gomes             | Ausfall                 | Unfall       |
| 2022 | Northwest AMR       | Aston Martin Vantage AMR | Paul Dalla Lana     | David Pittard            | Rang 36                 |              |

### Sebring-Ergebnisse
| Jahr | Team           | Fahrzeug            | Teamkollege          | Teamkollege          | Platzierung | Ausfallgrund |
| ---- | -------------- | ------------------- | -------------------- | -------------------- | ----------- | ------------ |
| 2012 | NGT Motorsport | Porsche 997 GT3 Cup | Angel Andres Benitez | Angel Rafael Benitez | Ausfall     | Defekt       |

### Einzelergebnisse in der FIA-Langstrecken-Weltmeisterschaft
| Saison  | Team                | Rennwagen                | 1   | 2   | 3   | 4   | 5   | 6   | 7   | 8   | 9   |
| ------- | ------------------- | ------------------------ | --- | --- | --- | --- | --- | --- | --- | --- | --- |
| 2012    | NGT Motorsport      | Porsche 997 GT3 Cup      | SEB | SPA | LEM | SIL | SAO | BAH | FUJ | SHA |     |
| 2012    | NGT Motorsport      | Porsche 997 GT3 Cup      | DNF |     |     |     |     |     |     |     |     |
| 2013    | Aston Martin Racing | Aston Martin Vantage GTE | SIL | SPA | LEM | SAO | AUS | FUJ | SHA | BAH |     |
| 2013    | Aston Martin Racing | Aston Martin Vantage GTE |     |     |     | DNF | 17  |     | DNF | 13  |     |
| 2014    | Aston Martin Racing | Aston Martin Vantage GTE | SIL | SPA | LEM | AUS | FUJ | SHA | BAH | SAO |     |
| 2014    | Aston Martin Racing | Aston Martin Vantage GTE | 15  |     | 19  |     | 17  |     | 18  | 14  |     |
| 2015    | Aston Martin Racing | Aston Martin Vantage GTE | SIL | SPA | LEM | NÜR | AUS | FUJ | SHA | BAH |     |
| 2015    | Aston Martin Racing | Aston Martin Vantage GTE | 12  |     | 27  |     |     |     |     | 22  |     |
| 2016    | Aston Martin Racing | Aston Martin Vantage GTE | SIL | SPA | LEM | NÜR | MEX | AUS | FUJ | SHA | BAH |
| 2016    | Aston Martin Racing | Aston Martin Vantage GTE | 19  | DNF | 23  | 20  | 17  | 16  | 21  | 20  | 19  |
| 2017    | Aston Martin Racing | Aston Martin Vantage GTE | SIL | SPA | LEM | NÜR | MEX | AUS | FUJ | SHA | BAH |
| 2017    | Aston Martin Racing | Aston Martin Vantage GTE | 18  | 24  | 25  | 18  | 14  | 16  | 18  | 18  | 20  |
| 2018/19 | Aston Martin Racing | Aston Martin Vantage AMR | SPA | LEM | SIL | FUJ | SHA | SEB | SPA | LEM |     |
| 2018/19 | Aston Martin Racing | Aston Martin Vantage AMR | 19  | 23  | 28  | 16  | 7   | 19  | 21  | DNF |     |
| 2019/20 | Aston Martin Racing | Aston Martin Vantage AMR | SIL | FUJ | SHA | BAH | AUS | SPA | LEM | BAH |     |
| 2019/20 | Aston Martin Racing | Aston Martin Vantage AMR | 17  | 13  | 17  | 13  | 13  | 10  | 22  | 12  |     |
| 2021    | Aston Martin Racing | Aston Martin Vantage AMR | SPA | POR | MON | LEM | BAH | BAH |     |     |     |
| 2021    | Aston Martin Racing | Aston Martin Vantage AMR | DNF |     |     |     |     |     |     |     |     |
| 2022    | Aston Martin Racing | Aston Martin Vantage AMR | SEB | SPA | LEM | MON | FUJ | BAH |     |     |     |
| 2022    | Aston Martin Racing | Aston Martin Vantage AMR | 21  | 23  | 36  | 29  | 27  | 27  |     |     |     |
| 2023    | Aston Martin Racing | Aston Martin Vantage AMR | SEB | POR | SPA | LEM | MON | FUJ | BAH |     |     |
| 2023    | Aston Martin Racing | Aston Martin Vantage AMR | 28  | 33  |     |     |     |     |     |     |     |